# Artabotrys nigericus
Artabotrys nigericus este o specie de plante angiosperme din genul Artabotrys, familia Annonaceae, descrisă de John Hutchinson. Conform Catalogue of Life specia Artabotrys nigericus nu are subspecii cunoscute.